# Šaptinovci
Šaptinovci su mjesto u Osječko-baranjskoj županiji i pripadaju općini Đurđenovac.

## Povijest
Prvi puta se spominje u povijesnim izvorima krajem 15. stoljeća. Nalazi se 12 kilometara sjeverozapadno od Našica. Selo se smjestilo na plodnoj ravnici kraj rijeke Iskrice koja teče središtem sela. Prema lokalnoj predaji, selo je dobilo ime za vrijeme Turaka. Priča se da su ljudi pri bijegu šaputali da ih Turci ne čuju. Stanovnici sela do 2. svjetskog rata bili su samo zemljoradnici i stočari, iako su neki radili i u tvornici za preradu drveta DIK Đurđenovac. Broj stanovnika je u padu pa je tako prema popisu 1991. godine zabilježeno 758 stanovnika, 2001. godine 623 stanovnika, a 2011. popisano je 554 stanovnika.
Godine 1927. dogodilo se priključenje gotovo čitavog sela Starokatoličkoj crkvi zbog nesporazuma oko osnutka nove katoličke župe. Dana 15. lipnja 1927. održan je sastanak na kojem je osnovana Hrvatska starokatolička crkva u Šaptinovcima. Dana 10. srpnja 1927. u selo dolazi prvi starokatolički župnik Miho Dubravčić. Starokatolička crkva je izgrađena 1935. godine. Od tada se selo dijeli na „žute” (starokatolike) i „zelene” (rimokatolike), prema bojama crkava koje su u selu.

## Crkva
U selu postoje dvije crkvene građevine. Jedna je crkva starokatolička, a druga je rimokatolička. Rimokatolička crkva pripada župi Sv. Petra apostola sa sjedištem u Bokšiću te našičkom dekanatu Požeške biskupije. Obje su posvećene Svetom Vidu koji je ujedno i zaštitnik sela. Svetkovina Sv. Vida obilježava se 15. lipnja, kad je ujedno i kirvaj u selu.

## Promet
Nalaze se zapadno od državne cestovne prometnice D53 Našice - Donji Miholjac.

## Stanovništvo
| broj stanovnika | 926   | 894   | 776   | 852   | 955   | 1067  | 1029  | 1127  | 1133  | 1166  | 1138  | 953   | 821   | 758   | 623   | 543   | 421   |
|                 | 1857. | 1869. | 1880. | 1890. | 1900. | 1910. | 1921. | 1931. | 1948. | 1953. | 1961. | 1971. | 1981. | 1991. | 2001. | 2011. | 2021. |

## Kultura
- KUD "Jasen" Šaptinovci

## Šport
- NK Iskrica Šaptinovci trenutačno se natječe u sklopu 2. ŽNL Nogometnog središta Našice.

## Ostalo
- Dobrovoljno vatrogasno društvo Šaptinovci
- Lovačko društvo "Jazavac" Šaptinovci
- Kulturno Umjetničko Društvo "Jasen" Šaptinovci

### Članci
- Škiljan, Filip. 2014. Starokatolička crkva u Nezavisnoj Državi Hrvatskoj. Historijski zbornik. Društvo za hrvatsku povjesnicu. Zagreb. 67 (1): 195–213

## Vanjske poveznice
- http://www.djurdjenovac.hr/